# Jaroslav Kofent
Jaroslav Kofent (* 21. ledna 1947) je bývalý český hokejista, útočník.

## Hokejová kariéra
V lize hrál za TJ SONP Kladno. S Kladnem získal v roce 1975 mistrovský titul. V lize nastoupil ve 188 utkáních, dal 41 gólů, 21 asistencí a měl 38 trestných minut. Během vojenské služby hrál za VTJ Dukla Písek.

## Klubové statistiky
| Sezona    | Klub           | Soutěž  | Základní část | Základní část | Základní část | Základní část | Základní část |
| Sezona    | Klub           | Soutěž  | Z             | G             | A             | B             | TM            |
| --------- | -------------- | ------- | ------------- | ------------- | ------------- | ------------- | ------------- |
| 1965/1966 | TJ SONP Kladno | 1. liga | 32            | 6             | 4             | 10            | 12            |
| 1968/1969 | TJ SONP Kladno | 1. liga | 20            | 6             | 3             | 9             | 2             |
| 1969/1970 | TJ SONP Kladno | 1. liga | 26            | 7             | 4             | 11            | 2             |
| 1970/1971 | TJ SONP Kladno | 1. liga | 30            | 9             | 5             | 14            | 8             |
| 1971/1972 | TJ SONP Kladno | 1. liga | 29            | 4             | 2             | 6             | 6             |
| 1972/1973 | TJ SONP Kladno | 1. liga | 27            | 4             | 2             | 6             | 2             |
| 1973/1974 | TJ SONP Kladno | 1. liga | 21            | 5             | 1             | 6             | 6             |
| 1974/1975 | TJ SONP Kladno | 1. liga | 3             | 0             | 0             | 0             | 0             |